# John Henry Patterson
John Henry Patterson, conhecido como John Patterson (Forgney, Ballymahon, Condado de Westmeath, Irlanda, 10 de novembro de 1867 – Bel Air, Califórnia, 18 de junho de 1947) foi um soldado, caçador, sionista e autor anglo-irlandês, mais conhecido por seu livro The Man-Eaters of Tsavo (1907), que detalha as suas experiências na construção de uma ferrovia no Quênia. No filme A Sombra e a Escuridão de 1996, foi interpretado pelo ator americano Val Kilmer.

## Biografia

### Juventude e serviço ao exército
Patterson nasceu em 1867 em Forgney, Ballymahon, Condado de Westmeath, Irlanda, filho de um pai protestante e uma mãe católica. O jovem Patterson se juntou ao exército britânico aos 17 anos, subiu rapidamente na hierarquia e alcançou o posto de tenente-coronel na Essex Yeomanry; renunciou a sua comissão em 1911.
Em 1898, o então tenente-coronel Patterson foi encarregado pela Companhia Britânica da África Oriental de supervisionar a construção de uma ponte ferroviária sobre o Rio Tsavo, no Quênia, onde chegou em março daquele ano.

### Os incidentes em Tsavo
Quase imediatamente após sua chegada, dois Leões começaram a atacar a população trabalhadora, arrastando os homens para fora de suas tendas à noite e alimentando-se de suas vítimas.
Patterson detalhou os ataques dos Leões em seu livro The Man-Eaters of Tsavo:
| “ | (...) Infelizmente, essa situação próspera não continuou por muito tempo, e nosso trabalho logo foi interrompido de uma maneira rude e assustadora. Dois leões, os mais vorazes e insaciáveis comedores de homens entraram em cena, e por mais de nove meses travaram uma guerra intermitente contra a estrada de ferro e todos aqueles ligados a ela nas proximidades de Tsavo. Isso culminou em um perfeito reinado de terror em dezembro de 1898, quando eles conseguiram levar os trabalhadores da ferrovia a uma paralisação completa, por cerca de três semanas. No início, eles nem sempre foram bem sucedidos em seus esforços para levar a vítima, mas passaram a enfrentar qualquer perigo para a obtenção de seu alimento favorito. Seus métodos, em seguida, tornaram-se tão misteriosos, e sua espreita e ataque tão bem cronometrados e tão certos do sucesso, que os trabalhadores acreditavam firmemente que não eram animais de verdade, mas sim demônios em forma de leão. Muitas vezes os coolies solenemente me garantiam que era absolutamente inútil tentar matá-los. Eles estavam totalmente convencidos de que os espíritos revoltados partiram de dois chefes indígenas que tomaram aquelas formas, a fim de protestar contra a estrada de ferro que estava sendo construída em seu país, e decidiram parar o seu progresso para vingar o insulto, assim, demonstrado por ela. (...) | ” |

Apesar da construção de barreiras de espinhos em torno dos acampamentos, fogueiras durante a noite e rigoroso toque de recolher após o anoitecer, os ataques aumentaram vertiginosamente, ao ponto em que a construção da ponte finalmente cessou, devido a uma partida em massa dos trabalhadores da obra, com medo dos leões. Junto com as consequências financeiras óbvias da paralisação, Patterson também enfrentou o desafio de manter sua autoridade e até mesmo sua segurança pessoal naquela área remota contra os trabalhadores cada vez mais hostis e supersticiosos, muitos dos quais estavam convencidos de que os leões eram, de fato, espíritos maus, que vinham para punir aqueles que trabalhavam em Tsavo, e que ele era a causa do infortúnio, porque o início dos ataques tinha coincidido com a sua chegada.
O comportamento dos leões assassinos foi considerado incomum, visto que eles atacavam sempre em dupla, e de forma estratégica e coordenada. Acredita-se que eles foram responsáveis por cerca de 140 mortes, embora o número real ainda seja incerto, devido à falta de registros precisos na época. Os registros oficiais da Ferroviária atribuem apenas 28 mortes de trabalhadores aos leões, mas eles também foram responsáveis por dizimar um número significativo da população local, dos quais nenhum registro oficial foi mantido.
Embora várias teorias tenham sido propostas para explicar o comportamento dos leões comedores de homens (Falta das técnicas devidas nos enterros, baixa população de animais da cadeia alimentar, devido à doenças, etc), acredita-se que a principal causa foram doenças dentárias que podem ter prejudicado o comportamento normal de caça, embora esta alegação é controversa. Havia também uma rota de tráfico negreiro na região, o que contribuiu para o número de corpos abandonados. Patterson relatou ter visto considerável número de casos de insepulto de restos humanos e túmulos abertos na área, e acredita-se que os leões se adaptaram a esta fonte prontamente disponível e, eventualmente, consideraram os seres humanos seu principal alimento.
Com sua reputação, subsistência e segurança em jogo, Patterson, um caçador experiente de seu serviço militar na Índia, realizou um amplo esforço para enfrentar a crise e depois de meses de tentativas e quase-acidentes, ele finalmente matou o primeiro leão, na noite de 9 de dezembro de 1898, e matou o segundo, na manhã de 29 de dezembro, escapando por pouco da morte durante a caçada. Os leões eram machos maneless (sem juba), como muitos outros na área de Tsavo, mas ambos eram anormalmente grandes. Cada leão media mais de três metros de comprimento do focinho à ponta da cauda e foram necessários oito homens para carregá-los de volta ao acampamento.
Patterson foi imediatamente declarado um herói pelos trabalhadores e pelas populações locais, e a notícia do ocorrido rapidamente se espalhou por toda parte, como evidenciado pelos telegramas posteriores de felicitações que recebeu. A história do incidente foi mencionada na Câmara dos Lordes no Parlamento britânico, pelo então primeiro-ministro Lord Salisbury. Com a ameaça dos leões assassinos finalmente eliminada, os trabalhadores finalmente retornaram a Tsavo e a ponte ferroviária foi concluída em fevereiro de 1899. Embora os trilhos foram mais tarde destruídos por soldados alemães, os alicerces de pedra foram mantidos de pé. Ironicamente, os trabalhadores, que no mês anterior haviam ameaçado matá-lo, homenagearam Patterson com uma taça de prata em agradecimento ao risco de morte que ele havia corrido devido à tarefa a que se comprometeu em seu nome, com a seguinte inscrição:
| “ | Senhor, nós, seu capataz, cronometristas, mistaris e operários, lhe apresentamos esta taça como um símbolo da nossa gratidão por sua bravura em matar dois leões comedores de homens em grande risco à sua própria vida, poupando-nos do destino de sermos devorados por esses terríveis monstros noturnos que invadiram as barracas e levaram nossos companheiros de trabalho do nosso lado. Ao apresentar-lhe esta taça, acrescentamos todas as nossas orações para a sua longa vida, felicidade e prosperidade. Devemos sempre permanecer, Senhor, teus servos gratos. | ” |

(Baboo Purshotam Hurjee Purmar, supervisor e Secretário de Obras, em nome de seus operários. Datado em Tsavo, 30 de janeiro de 1899.)
Em 1924, depois de uma negociação com o Museu Field em Chicago, Illinois, Patterson concordou em vender as peles e os crânios dos leões de Tsavo ao museu pela, então considerável, soma de US$ 5 mil. Os leões foram reconstruídos e estão agora em exposição permanente, juntamente com os crânios originais. Os leões montados são menores do que seu tamanho medido real, pois as peles tinham sido cortadas para uso como tapetes troféu antes de 1924.

### Vida pós-incidentes em Tsavo
Em 1906, John Patterson voltou para a área de Tsavo para uma viagem de caça. Durante a viagem, ele atirou em um elande, sobre o qual anotou que possuía características diferentes dos elandes da África Austral, onde a espécie foi identificada pela primeira vez. No regresso a Inglaterra, Patterson trouxe a cabeça do elande, que foi examinada por R. Lydekker, um membro do corpo docente do Museu Britânico. Lydekker identificou o troféu-de-caça de Patterson como uma nova subespécie de elande, que ele chamou de Taurotragus oryx pattersonianius.
De 1907 até 1909, Patterson foi diretor-chefe do Exército na África Oriental, uma experiência que relata em seu segundo livro, In the Grip of Nyika (1909). Infelizmente, durante uma caça num safári com um companheiro oficial do exército britânico, o cabo Audley Blyth e sua esposa Ethel, sua reputação foi manchada pela misteriosa morte do cabo Blyth, devido a um ferimento de bala (Possível suicídio). Testemunhas confirmaram que Patterson não estava na barraca de Blyth, quando o tiroteio aconteceu, e que era de fato a mulher de Blyth que estava com ele no momento. Patterson teve que enterrar Blyth no deserto e, em seguida, para a surpresa de todos, insistiu em continuar a expedição, em vez de regressar ao posto mais próximo para relatar o incidente. Pouco depois, Patterson voltou para a Inglaterra com a Sra. Blyth em meio a rumores de assassinato e um caso, e embora ele nunca foi oficialmente acusado ou condenado, este incidente iria segui-lo por muitos anos depois, mais notavelmente no filme The Affair Macomber (1947), que foi baseado na adaptação de Ernest Hemingway do incidente.
Em última análise, Patterson passou a servir na Segunda Guerra dos Bôeres e Primeira Guerra Mundial. Embora ele próprio era um Protestante, tornou-se uma figura importante no sionismo como o comandante de ambas as Zion Mule Corp e do Batalhão Real de Fuzileiros (também conhecido como Legião Judaica do Exército Britânico) na Primeira Guerra Mundial, que viria a servir como a fundação da Força de Defesa Israelense décadas mais tarde. Foi promovido ao posto de pleno coronel, em 1917, e em 1920 aposentou-se do Exército Britânico após 35 anos de serviço. Seus dois últimos livros, Com os Sionistas em Gallipoli (1916) e Com os Judeus na Palestina (1922) são baseados em suas experiências durante esses tempos. Após sua carreira militar, Patterson continuou o seu apoio ao sionismo como um forte defensor para o estabelecimento de um estado judeu separado no Oriente Médio, o que se tornou uma realidade com a independência de Israel em 14 de maio de 1948, menos de um ano após sua morte.
Patterson e sua esposa, Frances ("Francie") Helena, viveram alguns anos em uma casa modesta em La Jolla, Califórnia. Eventualmente, com a sua esposa que precisava de cuidados regulares e sua própria saúde em declínio, ele passou a residir na casa de sua amiga Marion Travis em Bel Air, na Califórnia, onde ele acabou por morrer durante seu sono aos oitenta anos de idade. Sua esposa viria a falecer seis semanas mais tarde em um lar de idosos em San Diego. O corpo de Patterson foi cremado e suas cinzas foram enterradas em um cemitério judeu em Los Angeles.